# Elmis latreillei
Elmis latreillei é uma espécie de insetos coleópteros polífagos pertencente à família Elmidae.
A autoridade científica da espécie é Bedel, tendo sido descrita no ano de 1878.
Trata-se de uma espécie presente no território português.